# 卡梅贾克区
卡梅贾克区（俄语：Камызякский район）是俄罗斯联邦阿斯特拉罕州下辖的一个区，其行政中心为卡梅贾克。据2015年统计，该区的人口为48257人。